# Zamecko
Zamecko – płytkie jezioro o zaawansowanym stopniu eutrofizacji na Pojezierzu Łagowskim, w granicach miasta Świebodzin.

## Charakterystyka
Jezioro Zamecko jest bardzo zanieczyszczonym zbiornikiem, głównie z powodu odbierania wód deszczowych ze Świebodzina, wcześniej przed wybudowaniem oczyszczalni ścieków jezioro odbierało dodatkowo nieczystości komunalne z terenu miasta.